# Valea Lupului (okręg Hunedoara)
Valea Lupului – wieś w Rumunii, w okręgu Hunedoara, w gminie Baru. W 2011 roku liczyła 734 mieszkańców.